# Нкрума-Ачимпон, Кваме
Ква́ме Нкру́ма-Ачимпо́н (англ. Kwame Nkrumah-Acheampong ; 19 декабря 1974) — ганский горнолыжник по прозвищу «Снежный леопард», первый ганец, принявший участие в Зимних Олимпийских играх.

## Биография
Родился Кваме в Глазго, Шотландия. Ещё ребенком вернулся в Гану, однако потом снова поехал в Великобританию получать диплом в области менеджмента туризма. Во время учебы в 2002 году он стал подрабатывать в крытом горнолыжном комплексе в Мильтон Кейнс. В результате этого Кваме принял решение стать горнолыжником и выступить на Олимпиаде в составе сборной Ганы.
Впервые на международных соревнованиях он дебютировал во Франции, в Валь Торансе 20 февраля 2005 года на соревнованиях по гигантскому слалому, которые он завершил на последнем месте. В 2005 году Нкрума-Ачимпон участвовал во многих международных стартах с целью квалификации на Олимпийские игры в Турине. Он имел все шансы квалифицироваться, но не смог вовремя добраться в Иран, на очередной старт из-за нелетной погоды.
Год спустя Кваме дебютировал на соревнованиях высшего уровня, стартовав на чемпионате мира в шведском Оре. В соревнованиях по гигантскому слалому он занял последнее место, уступив более полуминуты армянину Арсену Погоссяну, который стал предпоследним. Два года спустя в гигантском слаломе Ачимпон показал 87-е время, опередив спортсменов из Непала и Монголии, а в специальном слаломе ганец стал последним, 67-м горнолыжником.
Набрав 137.5 очков FIS Ачимпон смог классифицироваться на Олимпиаду в Ванкувере, где выступил в специальном слаломе. Показав суммарное время 2:22,60 Кваме занял 47-е из 48-и мест, опередив албанца Эржона Тола.
На международных соревнованиях Нкрума-Ачимпон выступает в комбинезоне, раскрашенном в цвета шкуры снежного барса, чем подтверждает своё прозвище «Снежный леопард».
Главными задачами, стоящими перед собой, ганский горнолыжник считает популяризацию зимних видов спорта в Африке, а также создание искусственной горнолыжной базы в Гане.